# Псарёв, Андрей Геннадьевич
Псарёв Андрей Генна́дьевич (26 мая 1970, Усть-Каменогорск, СССР) — советский и казахстанский хоккеист, вратарь. С 2002 года — тренер по вратарям.

## Биография

### Карьера игрока
Первый тренер — 
заслуженный тренер Казахстана Олег Павлович Домрачев. «Торпедо-70» два раза завоевывала золотые медали на первенстве Советского Союза среди сверстников.
Дебют во взрослом хоккее состоялся в 16 лет. В сезоне 1986-87 гг. в «Торпедо» играли вратари Владимир Бородулин и Виктор Набоков. Набоков получил травму, и в помощь Бородулину позвали юных Псарёва Андрея и Шимина Александра. Накануне ответственных матчей за выход в плей-офф, Владимир Бородулин получил дисквалификацию, и команда осталась с молодыми голкиперами.

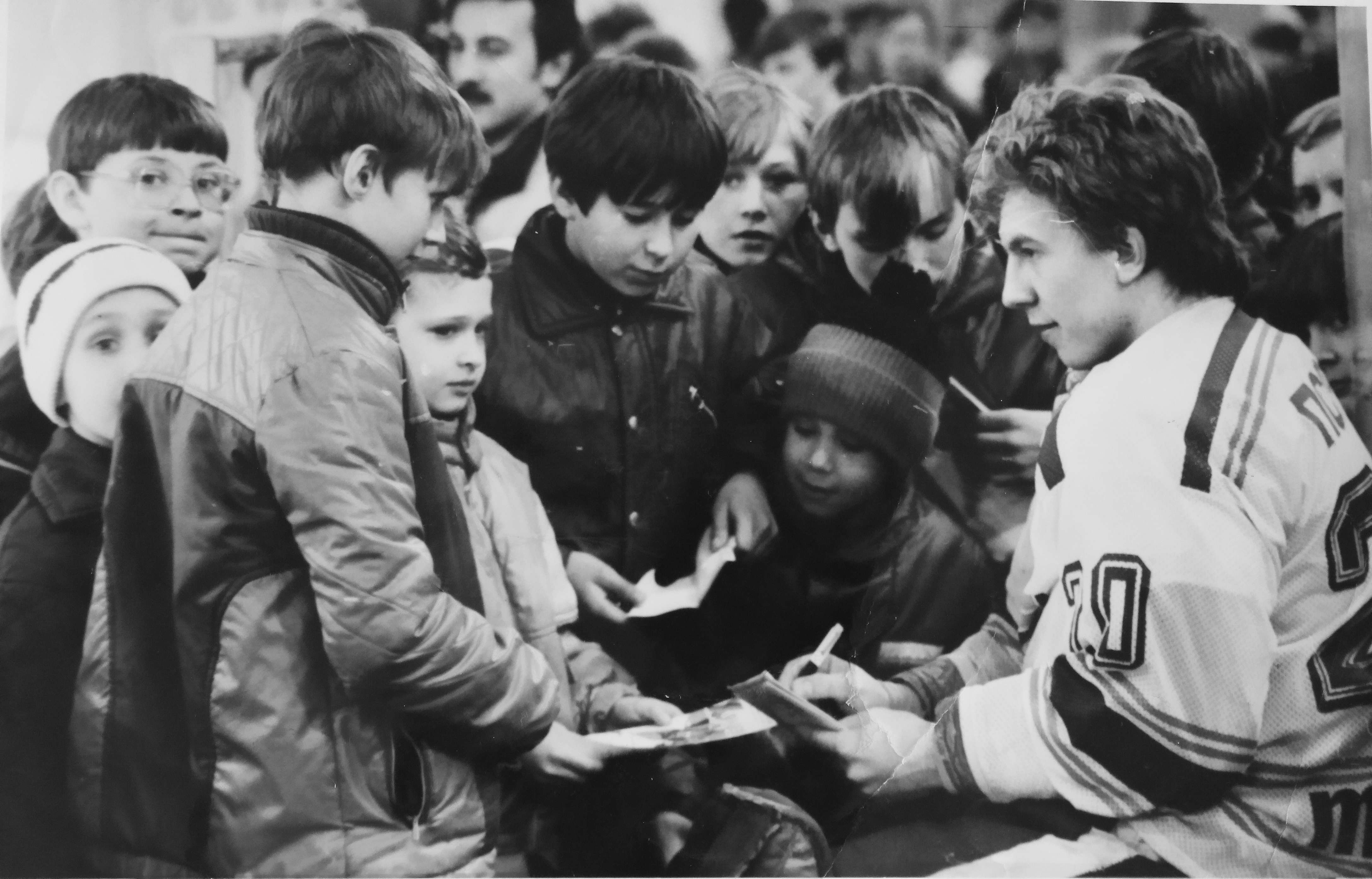
A.Псарёв — апрель, 1988 г., Ярославль

1987/88 — «Торпедо», г. Усть-Каменогорск. Команда вышла в высшую лигу СССР. Несмотря на успешный сезон в «Торпедо», Псарёв покинул команду, так как главный тренер Гольц не видел его в основном составе, только вторым или третьем вратарем, что Псарёва не устроило.
1988/89 — «Торпедо».
1989/93 — «Мотор». После этого сезона ряд игроков были приглашены в клубы Суперлиги, Псарёв подписал контракт с «Авангардом». Дебютировал 17 сентября 1993 года в Омске во встрече с киевским «Соколом» (5:3). Играл под № 30. Покинул команду, не доиграв чемпионат, из-за конфликта с главным тренером Киселёвым.
1994/95 — «СК ГШУ». По окончании сезона принял приглашение «Сибири». Однако, летом 1995 года Борис Александров пригласил Псарёва в «Торпедо». Псарёв приступил к тренировкам с командой, но Александрова был снят с должности, и в команду был возвращён Гольца. После начала чемпионата руководство отчислило ряд игроков, в том числе Псарёва, который не сыграл ни одного матча. Тем временем Александров возглавил сборную Казахстана.
Октябрь 1995/96г. — «Металлург-2» (Новокузнецк).
1996/1999 — райчихинский «Горняк». Играл под № 1.
1999/01 — кемеровская «Энергия». В сезоне 1999/2000 команда вышла в высшую лигу. 7 апреля 2001 г игра против «Спартак» была для Псарёва последней в составе «Энергии». Во время сезона ввиду травм Псарёв стал подумывать о завершении игровой карьеры (перенес три операции на колене). Летом 2001 поступило предложение из междуреченского «Вымпела», который играл в 1-й лиге. 2001/02 — «Вымпел».

### Карьера тренера
Вернулся в Усть-Каменогорск и с 2002—2007 гг. работал в городской и областной школах олимпийского резерва тренером по вратарям.
2007—2008 - «Казцинк-Торпедо-2», с 2008 — апрель, 2014 в «Казцинк-Торпедо»- тренер по работе с вратарями.